# Johan Beck-Friis
För andra betydelser, se Johan Beck-Friis (olika betydelser).
Johan Gabriel Beck-Friis, född 25 januari 1862 i Livgardet till häst församling, Stockholm, död 6 juli 1929 i Kättilstads församling, Östergötlands län, var en svensk friherre, militär och politiker (konservativ); han var jordbruksminister 1914–1917, riksdagsledamot (första kammaren) 1904–1919 och 1927–1929.

## Biografi
Johan Beck-Friis far var hovmarskalk Joachim Tawast Beck-Friis. Johan Beck-Friis blev 1882 underlöjtnant vid livgardet till häst och 1887 löjtnant. Han hade avancerat till ryttmästare 1898. Han började sin bana som kavalleriofficer men ägnade sig därefter åt skötseln av godset Söderö i Östergötlands län.
Efter en kort karriär inom det kommunala livet anslöt han sig till den konservativa majoriteten i första kammaren 1904. Fyra år senare blev han statsrevisor, tre gånger var han revisionens ordförande. Åren 1910–1914 var han ledamot av Statsutskottet och satt i försvarsberedningarna 1911–1914. Efter borggårdskuppen 1914 satt han som jordbruksminister i Hjalmar Hammarskjölds regering till 1917. På denna post kontrasignerade han besluten om att tillsätta livsmedels- och folkhushållningskommissionerna.
Beck-Friis var landstingsman i flera år, och från och med 1924 ordförande i Östergötlands hushållningssällskap. Sedan 1911 var han även ledamot av Lantbruksakademien. Han satt även i överstyrelsen för Riksföreningen för svenskhetens bevarande i utlandet.
Mellan 1899 och 1907 tjänstgjorde han som kammarherre hos drottning Sofia och var sedan 1917 överstekammarjunkare.
Han gifte sig 1886 med friherrinnan Anna Adelswärd (född 1866), dotter till överstekammarjunkaren Seth Adelswärd och Eva Broström.

## Utmärkelser

### Svenska utmärkelser
- Konung Oscar II:s och Drottning Sofias guldbröllopsminnestecken, 1907.[4]
- Kommendör av första klassen av Nordstjärneorden, 5 juni 1915.[5]
- Kommendör av andra klassen av Vasaorden, 6 juni 1911.[6]
- Riddare av första klassen av Svärdsorden, 1906.[7]
- Riddare av Nordstjärneorden, 1908.[3]

### Utländska utmärkelser
- Riddare av Storkorset av Nederländska Oranien-Nassauorden, 4 september 1922.[8][9][10]
- Riddare av Danska Dannebrogorden, senast 1915.[4]